# Heinrich Ferdinand von Österreich-Toskana

Porträt Heinrich Ferdinands in Sport & Salon (1900)

Heinrich Ferdinand Salvator von Österreich-Toskana (* 13. Februar 1878 in Salzburg, Österreich-Ungarn; † 21. Mai 1969 ebenda) aus dem Hause Habsburg-Lothringen (Linie Habsburg-Lothringen-Toskana) war Erzherzog von Österreich, Offizier, Maler und Fotograf. Vielfältig technisch und künstlerisch interessiert und ausgebildet, diente er bis zum Ende des Ersten Weltkriegs als Offizier und zog sich dann als Künstler ins Privatleben nach Salzburg zurück.

## Leben

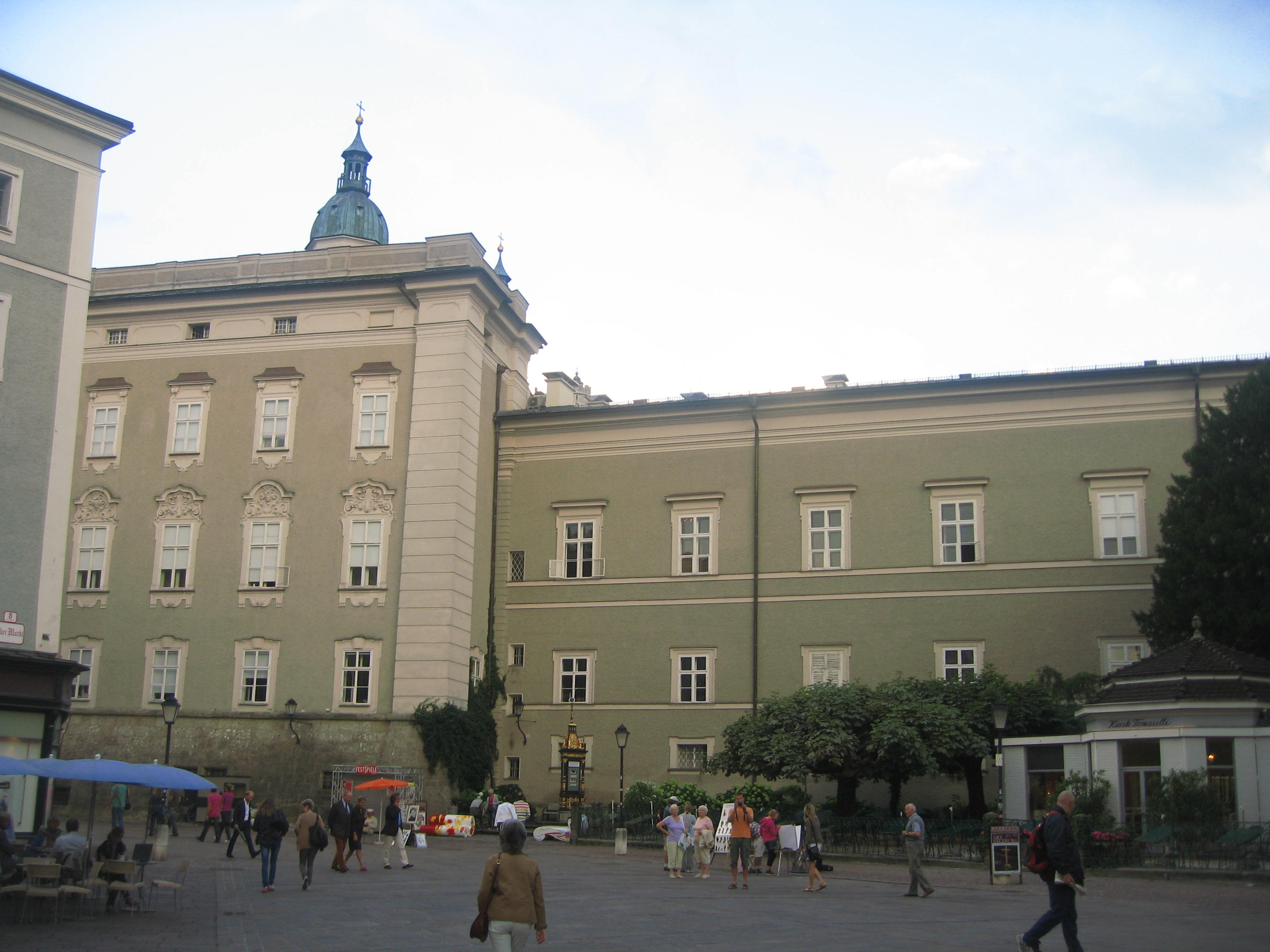
Geburtsort: Toskanatrakt der Salzburger Residenz

Der Erzherzog wurde auf den vollen Namen Heinrich Ferdinand Salvator Maria Joseph Leopold Karl Ludwig Pius Albert Rupert Katharina von Ricci von Österreich-Toscana getauft. Er war der vierte Sohn des vormaligen Großherzogs Ferdinands IV. von Toskana (1835–1908) aus dessen Ehe mit Alix (1849–1935), Tochter des Herzogs Karl III. von Parma. Nach dem Verlust der Herrschaft über das Großherzogtum Toskana, das im italienischen Nationalstaat aufging, hatte sich Ferdinand IV., der letzte nominelle Großherzog, ins Exil nach Österreich begeben. Franz Joseph I., der eng verwandte österreichische Kaiser, überließ Ferdinand IV. und seiner Familie als Wohnsitz einen Trakt der Salzburger Residenz, der daraufhin Toskanatrakt genannt wurde. Hier wurde Heinrich Ferdinand von Habsburg-Lothringen, Erzherzog von Österreich, als sechstes Kind im Jahr 1878 geboren.
Heinrich Ferdinand erhielt (bis 1891 im Elternhaus) „eine bemerkenswert moderne italienische Erziehung“ in vielen der Anliegen und Sprachen der Habsburgermonarchie, wie seine Enkelin Helvig Jordis von Lohhausen schildert: Er habe „mit unbändiger Neugier, Abenteuerlust und Wissensdurst, sowie einer ausgeprägten künstlerischen und technischen Begabung“ damals aufkommenden Entwicklungen nachgespürt. So habe er sich die Fotografie, Buchbinderei und Botanik autodidaktisch angeeignet, das Autofahren in den Alpen und die Ballonfahrt als Pionier betrieben. Er entwickelte seine Fotografien selbst und konstruierte Sonnenuhren; er komponierte für die Zither und zeichnete Bücher für seine Kinder; seit 1890 hielt er alle wichtigen Lebensereignisse und ausgedehnte Reisen in Skizzenbüchern fest.
Unterbrochen wurden diese Erkundungen durch den Offiziersdienst; seit 1891 besuchte er die Militär-Oberrealschule in Mährisch Weißkirchen und dann bis 1897 die Theresianische Militärakademie in Wiener Neustadt. 1897 wurde Heinrich Ferdinand Mitglied des habsburgischen Hausordens vom Goldenen Vlies. 1903 absolvierte er die Korpsschule in Innsbruck und wurde daraufhin Oberleutnant im 6. Dragonerregiment. Ab 1903 wohnte Heinrich Ferdinand in einem Appartement in der Innsbrucker Hofburg. Zwischen 1906 und 1914 ließ er sich aus Gesundheitsgründen vom Militärdienst beurlauben und widmete sich in München, Enns und Wien – begleitet von seiner späteren Frau – den weitgespannten anderen Interessen. Er setzte seine künstlerische Ausbildung, die er schon während der Armeezeit begonnen hatte, fort – im Radieren bei William Unger und im Aquarell bei Eduard Zetsche. Zu seinem Kammervorsteher hatte er am 7. Dezember 1907 Alexander Wassilko von Serecki ernannt.

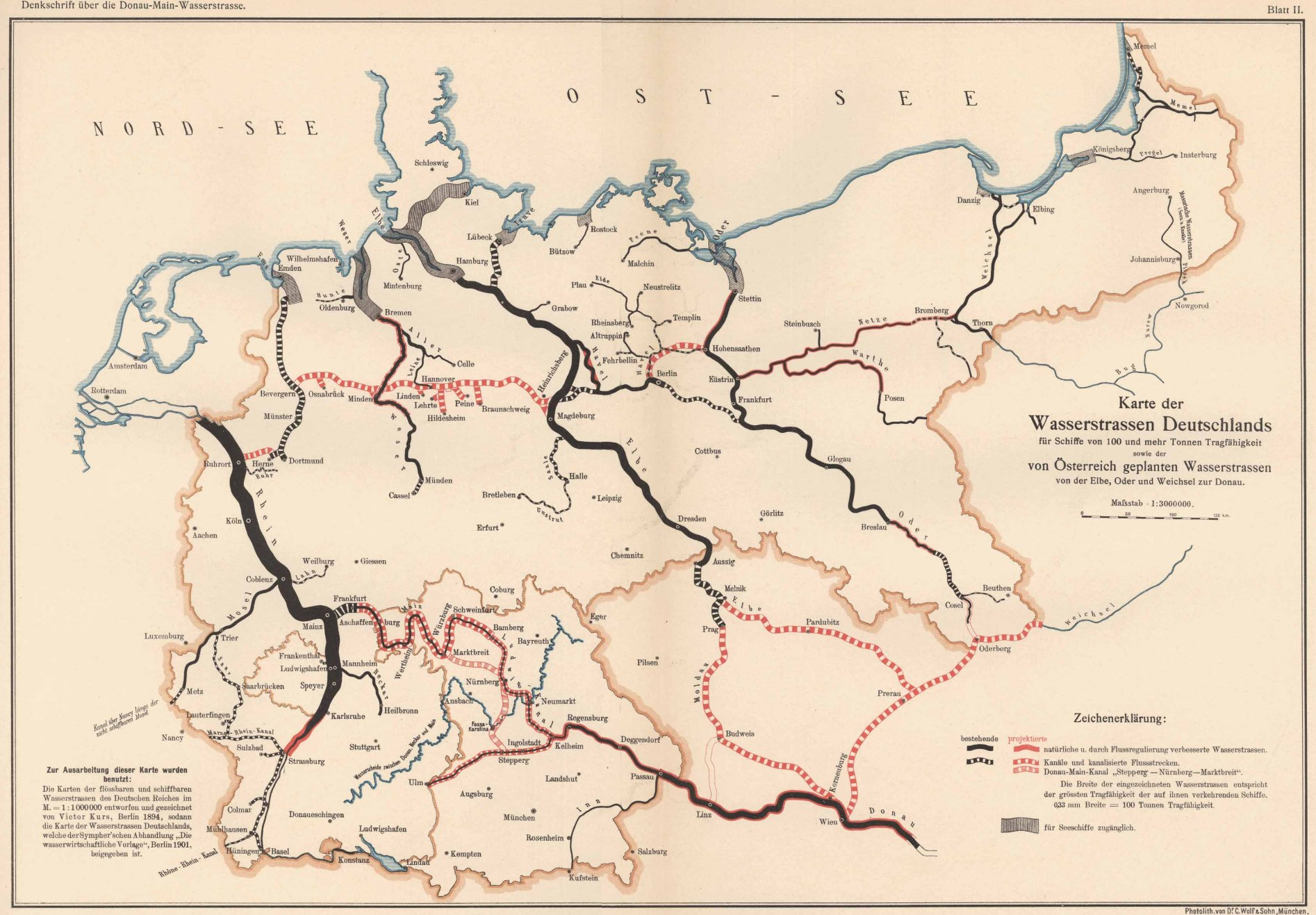
Zur Kanalbaudebatte Eduard Faber: Bestehende und geplante Wasserstraßen in Deutschland (1903)

Im Ersten Weltkrieg diente Heinrich Ferdinand an verschiedenen Kriegsschauplätzen in Galizien und Oberitalien. Sein militärischer Einsatz bot Karl Kraus in Die letzten Tage der Menschheit Anlass zum Spott:
Der Erste: Erzherzog Karl Stephan entfaltet eine rastlose Tätigkeit, Erzherzog Heinrich Ferdinand verrichtet ermüdende Melderitte, Erzherzog Maximilian ist eingerückt … und alle sind unerschrocken.
Der Zweite: Fürwahr ein reicher Lorbeerstrauß.
In seiner Schrift über Die Wasserstraße Mitteleuropas und in einem Zeitungsartikel positionierte sich Heinrich Ferdinand 1917 politisch: Er setzte sich darin für den Kanalbau zwischen Nordsee und Donau ein und bezeichnete die Donau als „die Binnenwasserstraße der Zukunft“, um auf die fehlende Anbindung an die Weltmeere hinzuweisen, was in die laufende Mitteleuropa-Debatte bis hin zur großdeutschen Vereinigung der beiden deutschsprachigen Kaiserreiche eingriff.
Am 16. August 1917 wurde er zum Generalmajor ernannt, am 2. Februar 1918 beurlaubt sowie zum 1. Dezember 1918 außer Dienst gestellt. Damit endete seine Militärlaufbahn.

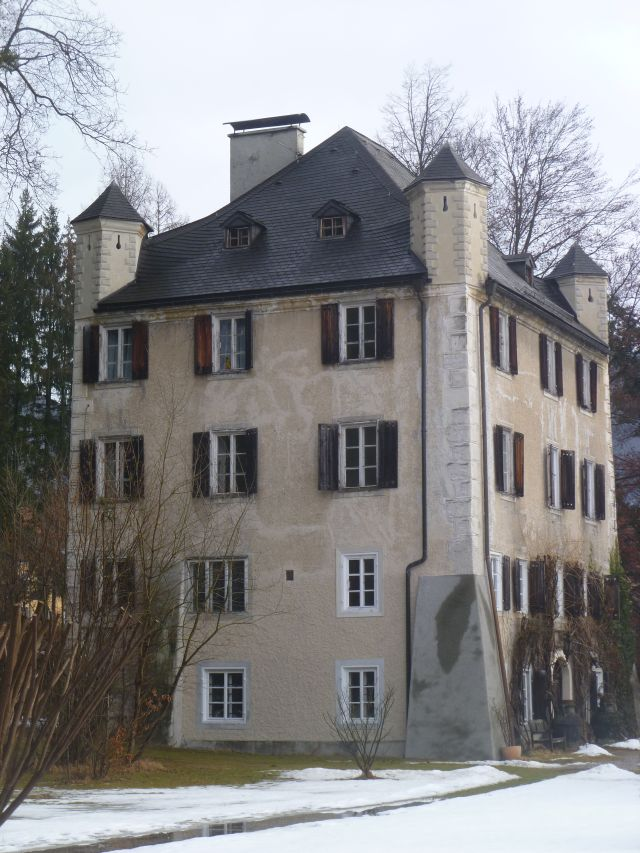
Wohnsitz der Familie ab 1919 im Flederbachschlössl

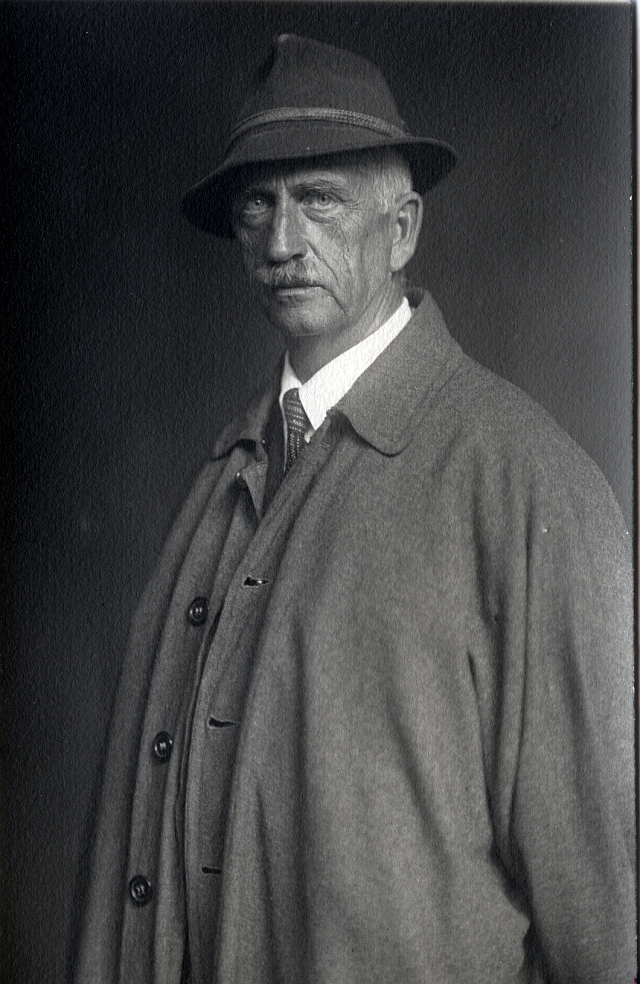
Porträtfoto aus den 1930er Jahren

Er verzichtete 1919 in einer Erklärung, wie in § 2 des Habsburgergesetzes gefordert, auf alle politischen oder finanziellen Ansprüche gegen die Republik Österreich. Seitdem führte Heinrich Ferdinand, dem „Öffentlichkeitsscheu und persönliche Zurückhaltung“ attestiert wird, „ein schlichtes und zurückgezogenes Leben im Kreis seiner Familie“ im 1912 erworbenen Flederbachschlössl in Parsch (Salzburg). Dort widmete er sich seinen künstlerischen Interessen: Er förderte den Salzburger Kunstverein, trat in der Landschaftsmalerei und Radierung hervor und bestritt seitdem (neben der Offizierspension) einen Teil seines Lebensunterhalts mit Verkäufen seiner Werke.
Habsburg-Lothringen trat nach dem Anschluss Österreichs zum 1. Mai 1938 der NSDAP bei (Mitgliedsnummer 6.346.998).
Er starb 1969 mit 91 Jahren in Salzburg. Seine Enkelin Helvig Jordis von Lohausen übergab dem Salzburg Museum 2009 den umfangreichen Nachlass, der aus etwa 500 Aquarellen, 1000 Zeichnungen, 50 technischen Geräten und 80 Fotoalben besteht.

## Ehe und Nachkommen
Habsburg-Lothringen hatte eine Beziehung zur Bürgerlichen Caecilie Obermayer, die im August 1907 durch Zahlung einer Abfindung von 100.000 Talern gelöst wurde. Er heiratete am 29. November 1919 in München Maria Karoline Ludescher (1883–1981), Tochter von Johann-Georg Ludescher und Barbara Prantl – ebenfalls eine nicht standesgleiche Verbindung, die daher gemäß dem Hausgesetz der Habsburger nicht anerkannt wurde. Mit Maria Karoline hatte er folgende Kinder:
- Heinrich Graf von Habsburg-Lothringen (1908–1968)

⚭ 1939 Helvig Schutte (1910–1990)
Ulrich Habsburg-Lothringen (1941-)
- Ottmar Graf von Habsburg-Lothringen (1910–1988)

⚭ 1944 Helene Moser (1920–1994)
- Veronika Gräfin von Habsburg-Lothringen (1912–2001)